# Pierpaolo Ferrazzi
Pierpaolo Ferrazzi (* 23. Juli 1965 in Bassano del Grappa) ist ein ehemaliger italienischer Kanute.

## Karriere
Pierpaolo Ferrazzi nahm im Kanuslalom an vier Olympischen Spielen im Einer-Kajak teil. Gleich bei seinem Olympiadebüt 1992 in Barcelona wurde er dabei Olympiasieger. Bei dem Wettkampf wurden zwei Läufe durchgeführt, wobei der schnellste für die Gesamtwertung herangezogen wurde. Nach 116,64 Punkten im ersten Lauf gelang es ihm im zweiten Lauf, sich mit 106,89 Punkten nochmals zu verbessern und den Wettbewerb vor dem Franzosen Sylvain Curinier und Jochen Lettmann aus Deutschland auf dem ersten Platz zu beenden. Vier Jahre darauf in Atlanta blieb er weit hinter seinen Leistungen aus 1992 zurück. Im ersten Lauf kam er nach vielen Strafpunkten nur auf 196,10 Zähler, verbesserte sich im zweiten Lauf aber auf 150,76 Punkte, sodass er Platz 17 unter 44 Startern belegte.
Bei den Olympischen Spielen 2000 in Sydney wurden die Ergebnisse der beiden Läufe zusammengezählt und die besten 15 Athleten rückten ins Finale vor, das ebenfalls aus zwei Läufen bestand. Ferrazzi wurde in der Qualifikation mit 261,19 Elfter. In der Endrunde musste er sich mit 225,03 Punkten nur dem siegreichen Deutschen Thomas Schmidt mit 217,25 Punkten sowie Paul Ratcliffe aus Großbritannien mit 223,71 Punkten geschlagen geben und gewann damit die Bronzemedaille. Seine vierten und letzten Olympischen Spiele im Jahr 2004 in Athen schloss Ferrazzi auf dem 19. Platz ab. Sowohl in der Vorrunde als auch im Halbfinale kam er nicht über diesen Rang hinaus, sodass er das Finale verpasste.
Ferrazzi war im Einer-Kajak auch bei Welt- und Europameisterschaften sehr erfolgreich. So wurde er 1989 auf dem Savage River in Garrett County, 2002 in Bourg-Saint-Maurice und 2005 in Penrith City jeweils Vizeweltmeister mit der Mannschaft. Bei den Europameisterschaften 2000 in Mezzana gelang ihm sowohl in der Einzel- als auch in der Mannschaftskonkurrenz der Titelgewinn, während er 2005 in Tacen mit der Mannschaft Dritter wurde.
Nach seiner Bronzemedaille im Jahr 2000 erhielt Ferrazzi für seine Erfolge im Kanusport das Ritterkreuz des Verdienstordens der Italienischen Republik.